# 後涼

後涼
大涼

後涼の領域。

後涼（こうりょう、拼音：Hòu-liáng、386年 - 403年）は、中国の五胡十六国時代に氐族出身の呂光によって建てられた国。

## 歴史

### 建国期
建国者の呂光は、同じく氐族出身の苻氏が建てた前秦の建国以来の功臣として、数々の武功を立てていた。前秦の最盛期に苻堅が東晋の征討を図った時、呂光は都督西討諸軍事に任じられ、西域遠征を命じられた。383年1月に遠征に出発して、河西回廊を進軍し、384年7月に亀茲の征討に成功した。この時、既に西域に広く令名をはせていた鳩摩羅什をその庇護の下に置いた。実は釈道安より鳩摩羅什の盛名を聞いていた苻堅が、呂光に対して亀茲を支配下に置いた時は鳩摩羅什の身柄を確保するよう命じていたという。呂光はさらなる西征を行おうとしたが、配下の将兵の希望と鳩摩羅什の進言により、呂光は更に西の地方への進軍を諦め帰還を決断した。ところが高昌郡太守楊翰が抵抗したため、385年9月に呂光は楊翰を降伏させて高昌を征した。ここで呂光は、淝水の戦いでの前秦軍の敗北、その後の長安の混乱を聞き知る事となった。
東進した呂光は玉門（現在の甘粛省玉門市）に入り、かつては前秦配下の涼州刺史梁熙を酒泉（現在の甘粛省酒泉市）西部で破った。姑臧に入った呂光は、かの地で涼州刺史・護羌校尉を名乗り、事実上の自立政権を打ち立てた。386年9月には、苻堅の死を知り、文昭皇帝の諡号を贈っている。10月、呂光は太安と改元し、酒泉公を自称している。正式にはこれが後涼の建国であった。

### 勢力拡大と全盛期
387年12月、前涼の復興を企図していた張天錫の世子の張大豫の軍を破り、旧前涼の支配地域をほぼ掌握することに成功した。389年2月に三河王を自称し、396年6月には国号を大涼と定め天王位に就いた。呂光は周辺諸国と争い勢力を拡大し、388年からは西秦と交戦して392年8月には西秦の首都金城を落とし、395年7月には西秦を服属させた。

### 衰退期
397年1月、呂光は再度金城を攻撃して一時は陥落させたが、西秦の反撃を受けて敗北した。この敗戦で後涼東南部では鮮卑が南涼を、5月には建康郡太守段業らが反乱を起こして北涼を建国したため、後涼の勢力は大幅に縮小した。8月には楊軌による反乱も起こり、この反乱は鎮圧したが、後涼は衰退が顕著になりだした。
呂光は399年12月、死の直前に太上皇帝となり、間もなく死去した。

### 滅亡期
呂光の死後、王朝内で皇位継承争いが相次いだ。まず呂光の跡を継いだ嫡子の呂紹は即位してから5日で兄で庶長子の呂纂に背かれて自殺させられた。呂纂は400年3月に南涼を攻撃するが敗退し、6月に北涼を攻撃するもその隙に南涼に攻撃されたので敗退し、勢力拡大には失敗した。そしてこの呂纂も401年2月に従弟の呂超と呂隆（ともに呂光の弟の呂宝の子）に殺害され、呂隆が即位した。
内紛続きの後涼に対して、7月には後秦の高祖姚興の攻撃を受けて姑臧が包囲されて9月に降伏した。呂隆は姚興から建康公に封じられて姑臧への滞在が許されたので、後涼自体は後秦の属国となった。しかし403年7月、南涼と北涼の挟撃を受けたため、8月に自ら臣従して後秦の軍勢を迎え入れるために長安に赴き、国家としての後涼はここに完全に滅亡した。
呂隆は助命されて散騎常侍として用いられたが、後秦末期の騒乱の中で416年に謀反に加担して殺害された。

## 国家体制
呂光は氐族をはじめとする五胡を中心とした体制を敷き、要職には全て五胡が就任して漢族には太守がせいぜいという冷淡な扱いをした。これはそもそも呂光が前秦の将軍として西征しており、それを河西の士人が補佐していたという勢力基盤に反するものであり、後涼国内では酒泉郡や西平郡太守などの漢族が常に反乱を起こしており、後涼の勢力基盤は不安定であった。

## 後涼の君主
1. 太祖懿武帝（呂光、在位386年 - 399年） - 呂婆楼の子
2. 隠王（呂紹、在位399年） - 呂光の嫡子
3. 霊帝（呂纂、在位399年 - 401年） - 呂紹の兄で呂光の庶長子
4. 後主（呂隆、在位401年 - 403年） - 呂光の弟の呂宝の子

- 呂光は385年9月から386年10月まで涼州刺史・護羌校尉を自称した[2]。
- 呂光は386年10月から389年2月まで酒泉公を称した[2]。
- 呂光は389年2月から396年6月まで三河王を称した[2]。
- 呂光は396年6月から天王を称した。以後、歴代王は全て天王を称した[2]。
- 呂光は399年12月に退位して太上皇帝（上皇）となった[3]。

## 元号
1. 太安（386年-389年）：一説に「大安」
2. 麟嘉（389年-396年）
3. 龍飛（396年-398年）
4. 承康（不詳）
5. 咸寧（399年-401年）
6. 神鼎（401年-403年）